# Loddington (Leicestershire)
Loddington – wieś w Anglii, w hrabstwie Leicestershire, w dystrykcie Harborough. Leży 21 km na wschód od miasta Leicester i 132 km na północ od Londynu. Miejscowość liczy 77 mieszkańców.